# Mario Runco
Mario Runco (* 26. ledna 1952 v New Yorku, stát New York, USA), meteorolog, důstojník a americký astronaut. Ve vesmíru byl třikrát.

## Život

### Studium a zaměstnání
V roce 1970 zdárně ukončil střední školu Cardinal Hayes High School v Bronxu (New York) a pak pokračoval dalším studiem na City College of New York, obory meteorologie, fyzika oceánografie. To ukončil v roce 1974 a pak pokračoval ve studiu meteorologie na Rutgers University v Novém Brunšviku. Dostudoval v roce 1976.
Pracoval na několika místech, od roku 1978 byl v armádě.
V letech 1987 až 1988 absolvoval výcvik u NASA, od roku 1988 byl zařazen do jednotky kosmonautů.
Oženil se, s manželkou Susan, rozenou Friessová má dvě děti.

### Lety do vesmíru
Na oběžnou dráhu se v raketoplánech dostal třikrát a strávil ve vesmíru 22 dní, 23 hodin a 8 minut. Byl 280 člověkem ve vesmíru. Absolvoval jeden výstup do kosmu (EVA) v délce 4,5 hodiny.
- STS-44 Atlantis (24. listopadu 1991–1. prosince 1991)
- STS-54 Endeavour (13. leden 1993–19. leden 1993)
- STS-77 Endeavour (19. květen 1996–29. květen 1996)